# Нушфалеу (комуна)
Нушфалеу (рум. Nușfalău) — комуна у повіті Селаж в Румунії. До складу комуни входять такі села (дані про населення за 2002 рік):
- Білгез (450 осіб)
- Нушфалеу (3259 осіб) — адміністративний центр комуни

Комуна розташована на відстані 404 км на північний захід від Бухареста, 25 км на захід від Залеу, 82 км на північний захід від Клуж-Напоки.

## Населення
За даними перепису населення 2002 року у комуні проживали 5515 осіб.
Національний склад населення комуни:
| Національність            | Кількість осіб | Відсоток |
| ------------------------- | -------------- | -------- |
| угорці                    | 4174           | 75,7%    |
| цигани                    | 650            | 11,8%    |
| румуни                    | 647            | 11,7%    |
| словаки                   | 36             | 0,7%     |
| німці                     | 4              | 0,1%     |
| українці                  | 1              | < 0,1%   |
| не вказали національність | 1              | < 0,1%   |

Рідною мовою назвали:
| Мова       | Кількість осіб | Відсоток |
| ---------- | -------------- | -------- |
| угорська   | 4181           | 75,8%    |
| циганська  | 681            | 12,3%    |
| румунська  | 610            | 11,1%    |
| словацька  | 36             | 0,7%     |
| німецька   | 3              | 0,1%     |
| українська | 2              | < 0,1%   |

Склад населення комуни за віросповіданням:
| Релігія                                       | Кількість осіб | Відсоток |
| --------------------------------------------- | -------------- | -------- |
| реформати                                     | 3656           | 66,3%    |
| православні                                   | 839            | 15,2%    |
| баптисти                                      | 441            | 8,0%     |
| бретрени                                      | 239            | 4,3%     |
| адвентисти                                    | 140            | 2,5%     |
| римо-католики                                 | 112            | 2,0%     |
| п'ятдесятники                                 | 61             | 1,1%     |
| греко-католики                                | 16             | 0,3%     |
| унітарії                                      | 3              | 0,1%     |
| лютерани                                      | 2              | < 0,1%   |
| лютерани (Синодально-пресвітеріанська церква) | 1              | < 0,1%   |
| юдеї                                          | 1              | < 0,1%   |
| не вказали релігію                            | 1              | < 0,1%   |